# Церква святого преподобного Іова Почаївського (Горинка)
Церква святого преподобного Іова Почаївського в Горинці — парафія і храм Кременецького благочиння Тернопільської єпархії Православної церкви України в селі Горинка Кременецький району Тернопільської области.

## Історія церкви
У 1767 році за пожертви парафіян збудували дерев'яний трикупольний храм святого Архистратига Михаїла. У 1877 році його відремонтували, перекрили залізною бляхою, а у 1883 році пофарбували. У 1887 році позолотили іконостас та оновили ікони.
У ризниці зберігаються копії метричних книг з 1773 року, сповідні відомості з 1810 року, а також описи церковного майна.
У 1939 році в родині Миколи Лілякевича оновилася ікона святого преподобного Іова Почаївського. Після перенесення ікони до храму та молебню церква отримала нову назву.
У січні 1992 року, з благословення архієпископа Тернопільського і Кременецького Якова, парафіяльна рада розпочала будівництво нового храму. Навесні 1992 року заклали та освятили фундамент.
10 вересня 1997 року відбулося урочисте відкриття та освячення новозбудованого храму святого преподобного Іова Почаївського. На освяченні були присутні Патріарх Димитрій, митрополит Мефодій, архієпископ Макарій та 33 священники.

## Парохи
- о. Володимир Міхненко,
- о. Микола Мних (з лютого 2002).